# Arcé (mythologie)
Arcé (en grec ancien : Ἄρκη / Árkê) est une divinité grecque, fille d'Électre et de Thaumas et sœur d'Iris et des Harpies.

## Mythe
Lors d'une lutte entre Zeus et les Titans, Arcé décide de se joindre à ces derniers et en devient alors leur messagère. Dans le même temps et en opposition à sa sœur, Iris s'allie aux dieux de l'Olympe en devenant également leur messagère,,.
Lorsque les divinités olympiennes remportent finalement cette lutte, le dieu suprême Zeus retire les ailes d'Arcé et l'envoie au Tartare, considéré comme les Enfers dans la mythologie grecque. Ses ailes, alors comparées à celles dorées de sa sœur Iris, réfléchissent les couleurs de l'arc-en-ciel. Elles sont offertes à Pélée qui, en se mariant, les offre lui-même à Thétis, laquelle les offre à leur fils Achille,,.
Après la victoire des dieux olympiens, le mythe raconte que l'on peut parfois apercevoir Arcé dans l'ombre de sa sœur.